# Charles-Auguste Questel
Charles-Auguste Questel, född 1807 i Paris, död 1888 i Paris, var en fransk arkitekt. I Questels ateljé studerade bland andra den svenske arkitekten John Smedberg.

## Byggnadsverk
- Saint Paul, Nîmes (1835–49)
- Palais de Justice, Nîmes (1838)
- Restaurerade Saint-Martin-d'Ainay i Lyon
- Hôpital, Gisors, Eure (1859–61)
- Hôtel de la Préfecture, Grenoble (1862–7)
- Musée Bibliothèque, Grenoble (1863–70)
- Hôpital Sainte-Anne à Paris 14 (1863-69)